# Bill Pittuck
Bill Pittuck (ur. 1964) – angielski strongman.
Mistrz Zjednoczonego Królestwa Strongman w 1993 r. i Mistrz Wielkiej Brytanii Strongman w 1994 r.

## Życiorys
Bill Pittuck wziął udział w Mistrzostwach Świata Strongman 1995, Mistrzostwach Świata Strongman 1996 i Mistrzostwach Świata Strongman 1999, jednak nigdy nie zakwalifikował się do finału.
Wymiary:
- wzrost 180 cm
- waga 135 kg

## Osiągnięcia strongman
- 1991
  - 1. miejsce - Mistrzostwa Anglii Strongman
- 1992
  - 2. miejsce - Mistrzostwa Zjednoczonego Królestwa Strongman
- 1993
  - 1. miejsce - Mistrzostwa Zjednoczonego Królestwa Strongman
- 1994
  - 1. miejsce - Mistrzostwa Wielkiej Brytanii Strongman
  - 2. miejsce - Mistrzostwa Zjednoczonego Królestwa Strongman
- 1996
  - 11. miejsce - Mistrzostwa Europy Strongman 1996
- 1997
  - 3. miejsce - Mistrzostwa Zjednoczonego Królestwa Strongman
- 1998
  - 10. miejsce - Drużynowe Mistrzostwa Świata Par Strongman 1998
- 1999
  - 3. miejsce - Mistrzostwa World Muscle Power
- 2001
  - 9. miejsce - Mistrzostwa Europy Strongman 2001
  - 1. miejsce - Mistrzostwa Anglii Strongman
- 2002
  - 1. miejsce - Mistrzostwa Anglii Strongman
- 2003
  - 2. miejsce - Mistrzostwa Anglii Strongman